# ハリケーン・イザベル
ハリケーンIsabel（ハリケーン・イザベル）は、2003年9月に、米国ノースカロライナ州・バージニア州・ウェストバージニア州などを襲ったハリケーンである。Isabelは、1998年のMitch以来5年ぶりに大西洋北部でカテゴリ5まで発達した。米国ノースカロライナ州上陸時の強さは、カテゴリ2であった。

## 概要
- 2003年9月6日、アフリカ西海岸で、この年の大西洋北部で13番目のトロピカル・デプレッション発生（なお、この海域で発生するハリケーンはカーボベルデ・ハリケーンと呼ばれ、過去に多くのハリケーンがカテゴリ4以上の強度に発達している）。その6時間後、この年の大西洋北部で9番目のトロピカル・ストームとなり、Isabelと命名（つまり、日本流に言うと「台風9号」に相当する）。
- 9月7日、この年の大西洋北部で5番目のハリケーンとなった。
- 9月12日、カテゴリ5（145kt）の強度に達し、中心気圧915ヘクトパスカルを記録した。大西洋北部でカテゴリ5となったのは、1998年のMitch以来5年ぶりのことであった。なお、大西洋北部においては、Isabelのあと、2004年のIvan、2005年のKatrina・Rita・Wilmaと、3年連続でカテゴリ5のハリケーンが出現した。
- その後カテゴリ4とカテゴリ5の間を行き来しながら長期間強い勢力を保った。
- 進路を北北西に変えた後は勢力が弱まり、9月19日、米国ノースカロライナ州沿岸に中心気圧957ヘクトパスカル、最大風速90kt（カテゴリ2）の勢力で上陸した。上陸地点の緯度は35°付近で、日本の台風で言うと、東海地方上陸台風に相当する。なお、強風域は、最盛期よりも拡大している。日本の台風で言うと、大型～超大型の大きさになったと思われる。ノースカロライナ州やウェストバージニア州をこのクラスの強度で襲ったのは、1954年のハリケーンHazel以来とされている。上陸後は勢力がさらに弱まり、同日中にペンシルベニア州で温帯低気圧に変わった。
- Isabelから変わった温帯低気圧は、カナダ方面に進み、消滅した。
- 国際名Isabelは、この年限りで引退となった。代わりにIdaという国際名に変更となった。
- 正多角形状の形をなす目が衛星から観測された[注釈 1]。

## 被害状況
- ハリケーンが直接の原因の死者は16名、間接の原因の死者は34名。
- 大きな影響があった地域は、米国ノースカロライナ州・バージニア州・ウェストバージニア州・デラウェア州・メリーランド州・ペンシルベニア州・ニュージャージー州・ニューヨーク州、カナダオンタリオ州とされる。
- 米国首都ワシントンやその周辺における大規模な停電、5700便以上の欠航、連邦政府機関の一時閉鎖などの被害をもたらした。